# LandTechnik Schönebeck
Die LandTechnik Schönebeck GmbH (kurz: LTS) war ein deutscher Landmaschinen- und Kommunalfahrzeughersteller. Das Unternehmen entstand 1990 durch die Umwandlung und Aufteilung des VEB Traktoren- und Dieselmotorenwerks Schönebeck in Kapitalgesellschaften.

## Geschichte
Im Jahr 1990 wurde der Volkseigene Betrieb (VEB) Traktoren- und Dieselmotorenwerk Schönebeck durch die Treuhandanstalt aufgeteilt, aus der Landmaschinenfertigung entstand die Landtechnik Aktiengesellschaft mit Sitz in Schönebeck (LTS), daneben entstanden auch die DMS Dieselmotoren- und Gerätebau GmbH und die Ringstanzwerk GmbH Staßfurt. Zu Beginn des Jahres 1990 hatte das Werk noch rund 5.000 Mitarbeiter. Die Traktorenproduktion wurde eingestellt, zunächst wurden geringfügig veränderte Fortschritt-Feldhäcksler unter dem Namen Maral vornehmlich in GUS-Staaten geliefert.
1992 wurde das Unternehmen in LandTechnik Aktiengesellschaft Schönebeck umbenannt. 1993 wurde das Traktorenprogramm des insolventen Herstellers Schlüter übernommen und die Firma LandTechnik Aktiengesellschaft Schönebeck in LandTechnik-Schlüter GmbH geändert. Im Anschluss wurde die Fertigung des Schlüter Euro Trac in Schönebeck wieder aufgenommen, welche zuvor von Schlüter in Freising eingestellt worden war. 1993 begann außerdem die Fertigung des Systemschleppers LTS Systra sowie des Feldhäckslers LTS Maral 150. 1994 begann die Produktion des Kommunalfahrzeugs MT 2000 sowie des Feldhäckslers LTS Maral 190. Zusätzlich wurde zusammen mit dem Kirowwerk in Sankt Petersburg ein Joint-Venture mit dem Namen LandTechnik Kirovets gegründet, welches Maral-Feldhäcksler aus von LTS zugelieferten Baugruppen und Komponenten montierte. 1994 wurde LTS des Weiteren mit sieben weiteren Unternehmen zu Tochtergesellschaften der EFBE Verwaltungs GmbH & Co. Management KG, deren Kommanditistin die Treuhandanstalt war. Im gleichen Jahr wurde nach einer öffentlichen Ausschreibung mit der Emans & Partner GbR ein Investor für LTS sowie die weiteren EFBE-Unternehmen des BvS gefunden und ein Privatisierungsvertrag geschlossen.
1995 endete die Produktion des Euro Tracs nach wenigen gebauten Exemplaren, außerdem wurde die Treuhandanstalt in Bundesanstalt für vereinigungsbedingte Sonderaufgaben (BvS) umbenannt. LTS wurde im Zuge der Privatisierung in LandTechnik Schönebeck GmbH umbenannt, zusätzlich wurde die Muttergesellschaft in die LINTRA Beteiligungsgesellschaft GmbH überführt. Zudem wurde die Tochtergesellschaft GS Fahrzeug- und Systemtechnik GmbH gegründet. Für die Sanierung der EFBE-Unternehmen erhielt LINTRA insgesamt Beihilfen in Höhe von rund 622 Millionen D-Mark, davon rund 168 Millionen D-Mark für LTS. 1996 begann die Serienproduktion des Feldhäckslers Gigant 400 im Auftrag von Deutz-Fahr, es wurden bis zum Jahr 2000 ca. 140 Häcksler verkauft. Zudem wurde mit Mercedes-Benz ein Lizenzvertrag geschlossen, um einen Nachfolger des MB-trac zu entwickeln. Daraus entstand der trac 160, dessen Produktion im Jahr 1997 begann. Des Weiteren begann man mit der Entwicklung weiterer Typen. Der Vertrieb der tracs sollte nach der Privatisierung über die Trac-Technik-Vertriebsgesellschaft erfolgen. Bereits Ende 1996 waren die Mittel ohne erfolgreiche Sanierung verbraucht und die Privatisierung wurde für gescheitert erklärt. Um eine Insolvenz der LINTRA-Gruppe zu vermeiden schritt das BvS Anfang Januar 1997 ein und übernahm die wirtschaftliche Verantwortung. Die BvS suchte anschließend nach einem neuen Investor, an den die LINTRA-Tochtergesellschaften ganz oder teilweise weiterverkauft werden sollten. Die Vorgänge um die Beihilfen für die LINTRA-Unternehmen zogen ein Verfahren der Europäischen Kommission nach sich. Außerdem gaben 1997 unter anderem Markus Liebherr und Deutz-Fahr Angebote für die Übernahme ab, wobei Deutz-Fahr nur die Häckslerproduktion übernehmen wollte. Die Verhandlungen scheiterten jedoch.
1998 kam es zu Verhandlungen mit dem Landmaschinenhersteller Claas, im Sommer des Jahres wurde ein Vorvertrag unterzeichnet. Ende 1998 gab auch die Doppstadt Umwelttechnik GmbH ein Angebot ab, wobei Claas weiterhin als klarer Favorit galt. Im Mai 1999 erhielt überraschend die Doppstadt den Zuschlag, im Zuge dessen entstand die Doppstadt GmbH. Die Produkte von LTS wurden zunächst weiter hergestellt, zudem wurden auf der Agritechnica 1999 Prototypen der neu entwickelten trac 2000-Familie präsentiert, deren Entwicklung bereits von LTS begonnen wurde.

## Produkte

### Traktoren
- LTS Systra
- Schlüter Euro Trac (1993–1995) – Fortsetzung der Euro Trac-Fertigung von Schlüter
- trac 160 (1997–1999) – Entstanden aus dem MB-trac 1600 unter Lizenz, später als Doppstadt-trac 160 weitergebaut.

| Bauweise              | Rahmenbauweise mit angeschraubtem „Kompaktheck“                                                                           |
| Motor                 | Mercedes-Benz OM 366 A |
| Leistung              | 118 kW (160 PS) |
| Kupplung              | Nasse Lamellenkupplung |
| Getriebe              | ZF T 7200 LS |
| Gangzahl              | 6 Gänge + 4 Lastschaltstufen + Kriechganggruppe; Wendeschaltung                                                           |
| Höchstgeschwindigkeit | 40 km/h |
| Bremsen               | Nass |
| Achsen                | Vorn und hinten Differentialsperre (Klauendifferential, elektrohydraulisch geschaltet); lenkergeführte Vorderachsfederung |
| Bereifung             | 520/70 R 34 (Serie); 520/70 R 38 (option)                                                                                 |
| Heckkraftheber        | Mit EHR; Hubkraft: 8000 daN                                                                                               |
| Frontkraftheber       | Rahmenintegriert; Hubkraft: 3500 daN                                                                                      |
| Zapfwelle             | Vorn und hinten lastschaltbar                                                                                             |
| Hydraulik             | Load-Sensing; Fördermenge: 100 l/min bei 200 bar                                                                          |
| Preis                 | ~ 181.600 DM Netto in Grundausstattung                                                                                    |

#### Geplante, nicht realisierte Traktoren
- trac 130[18]
- trac 110 (geplanter Produktionsbeginn Quartal 2, 1997) – 81 kW (110 PS)[11]
- trac 100[18]
- trac 90 (geplanter Produktionsbeginn Quartal 4, 1997) – 73 kW (99 PS)[11]

### Feldhäcksler
- LTS Maral
- Deutz-Fahr Gigant (Auftragsfertigung)

### Kommunalfahrzeuge
- LTS MT (Mobil-Trac) 2000

## Kennzahlen
Wesentliche Kennzahlen zum Unternehmen haben sich wie folgt entwickelt:
| Jahr                   | 1990  | 1991    | 1992    | 1993  | 1994    | 1995    | 1996    | 1997   |
| ---------------------- | ----- | ------- | ------- | ----- | ------- | ------- | ------- | ------ |
| Umsatz (in Tsd. DEM)   |       | 360.000 | 234.000 |       | 73.352  | 62.067  | 33.426  | 32.513 |
| Ergebnis (in Tsd. DEM) |       |         | −36.000 |       | −56.923 | −26.246 | −36.137 |        |
| Anzahl Mitarbeiter     | 3.800 |         |         | 1.370 | 458     |         |         |        |